# Sarnac
Saurnac (en francès Sornac) és un municipi francès del departament de la Corresa, a la regió de la Nova Aquitània.

## Demografia
| 1962                                       | 1968  | 1975  | 1982  | 1990 | 1999 | 2007 |
| ------------------------------------------ | ----- | ----- | ----- | ---- | ---- | ---- |
| 982                                        | 1.017 | 1.020 | 1.125 | 972  | 851  | 817  |
| Des de 1962: població sense dobles comptes |       |       |       |      |      |      |

## Administració
| Període   | Identitat          | Partit        |
| --------- | ------------------ | ------------- |
| 2001-2008 | Luce Mallepeyre    | Divers droite |
| 2008-     | Jean-François Loge | Divers droite |